# Autostereotyp
Autostereotyp – stereotyp, wyobrażenie o sobie lub własnej grupie społecznej lub narodowej, tak pozytywne, jak i negatywne, o jej zaletach i wadach. Samoocena własnej grupy, do której przyrównujemy przedstawicieli innych grup.
W badaniach przeprowadzonych przez CBOS w 2015 roku wśród Polaków wskazano na następujące cechy:
- pracowitość (25%)
- malkontenctwo (17%)
- dobroć (12%)